# Kocka (film)
Kocka (v izvirniku angleško Cube) je kanadska znanstvenofantastična psihološka grozljivka, film režiserja Vincenza Natalija iz leta 1997, ki je izšel v sklopu projekta »First Feature Project« Kanadskega fimskega centra.
Gre za nizkoproračunski film, znan po tem, da se v celoti dogaja v kompleksu oštevilčenih sob identične kockaste oblike, povezanih z vrati, kjer se znajdejo protagonisti. Noben od njih nima spomina na predhodno dogajanje ter ne ve, kako in zakaj je prišel tja. Tudi sicer film ne razloži ozadja zgodbe, spremlja le njihov poskus iskanja izhoda iz strukture skozi množico sob, mnoge od katerih so opremljene s smrtonosnimi pastmi. Namesto tehnoloških tem se tako osredotoča na eksistencialistična vprašanja in odnose med liki. Domiselno vzdušje in zaplet, ki so ju nekateri komentatorji označili za »kafkovska«, sta pripomogla k finančnem in kritiškem uspehu filma, predvsem v tujini.
Film je bil premierno prikazan na mednarodnem filmskem festivalu v Torontu, kjer je prejel nagrado za najboljši kanadski celovečerni prvenec. Sledili sta mu še dve nadaljevanji, Kocka 2: Hiperkocka (Cube 2: Hypercube) in predzgodba Kocka Nič (Cube Zero).

## Zgodba
Moški z imenom Alderson (Julian Richings), všitim na kombinezon, podoben zaporniškemu, se nekega dne zbudi v kockasti sobi z drsnimi vrati na vsaki ploskvi. Nekaj teh vrat poskusi odpreti in ugotovi, da vodijo v popolnoma identične sosednje sobe, ki se razlikujejo le po barvi. Vstopi v oranžno sobo, kjer se brez predhodnega opozorila sproži mehanizem in ga razkosa z žično mrežo.
V drugi taki sobi se zbudi pet ljudi: Quentin, Worth, Holloway, Rennes in Leaven. Nihče ne ve, kje so in kako ter zakaj so prišli tja. Quentin jim pove, da so nekatere sobe opremljene s pastmi (ena od njih ga je skoraj ubila); Rennes domneva, da jih sprožijo detektorji gibanja, zato testira vsako sobo pred vstopom tako, da vrže vanjo svoj čevelj. Leaven kmalu opazi, da so sobe označene s številkami v prehodih med njimi. Quentin, ki je po poklicu policist, prepozna Rennesa kot »Stržka«, slavnega kriminalca in izvedenca za pobege iz zaporov. Rennes kmalu po tistem preskusi eno od sob s čevljem, vstopi in umre, ko ga past poškropi s kislino.
Quentin postane prepričan, da je vsak od njih tam z razlogom. On je policist, Leavenova je študentka matematike, Holloway zdravnica in teoretičarka zarote, osorni Worth pa ne želi govoriti o sebi. Leavenova po obisku nekaj sob razvije teorijo, da je past v vsaki sobi, označeni s praštevilom. Kmalu po tistem naletijo na umsko zaostalega Kazana, za katerega se zavzame Hollowayjeva in vztraja, da ga odpeljejo s seboj.
Quentin nato vstopi v domnevno varno sobo, kjer ga skoraj ubije past iz žice in postavi Leavenino teorijo na laž. Napetost med ujetniki naraste; Quentina pričnejo živcirati Hollowayjina paranoja, Kazanovo otročje obnašanje in Worthova molčečnost. Wortha pripravi do tega, da se razkrije – pove, da ni povsem neveden glede prostora, v katerem se nahajajo, saj je izdelal načrte za njegovo zunanjo lupino. Vztraja pa, da ne ve ničesar o notranji zgradbi ali namenu, Leavenova na podlagi njegovih podatkov izračuna, da ima celotna struktura 26 sob na stranico, skupaj torej 26³ ali 17.576. Domneva, da številke sob označujejo njihove kartezične koordinate, zato se skupina prične premikati proti najbližjemu robu.
V eni od sob blizu roba ugotovijo, da so pasti v vseh sosednjih sobah. Namesto da bi se obrnili, se odločijo, da bodo poskušali priti skozi modro sobo, katere past sproži zvok. Skoraj vsi pridejo skozi brez težav, ko pa sobo preči Quentin, se oglasi Kazan in Quentina skoraj ubijejo bodice, ki se sprožijo iz sten. Ko se prebije na varno, se skoraj loti Kazana fizično, a ga ostali pregovorijo. Po zadnji sobi najdejo širok, neosvetljen koridor med notranjo in zunanjo steno. Hollowayjeva se na vrvi iz oblačil zaniha ven da bi raziskala strukturo, takrat pa se kocka zatrese in ona skoraj omahne v globino. Spleza navzgor in se oprime Quentinove roke, ta pa jo izpusti in pove ostalim, da ji je zdrsnilo.
Med počitkom poskuša Quentin prepričati Leavenovo da bi skupaj odšla dalje in zapustila ostale. Ko ona z gnusom zavrne njegove spolne namige, postane nasilen in pretepe Wortha, ki je posredoval, ter ga vrže skozi vrata na tleh. Worth se prične histerično režati, ko v sobi, v kateri je pristal, odkrije Rennesovo truplo. V obupu že pomislijo, da se vrtijo v krogih, Worth pa spozna, da se namesto tega sobe periodično premikajo naokrog.
Leavenova kmalu ugotovi, da pasti niso označene s praštevili, pač pa s potencami praštevil. Takrat se izkaže, da je Kazan pravzaprav avtist z izjemnim darom za faktorizacijo, kar jim omogoči hitro prepoznavanje sob s pastmi. Leavenova nadalje izpelje ugotovitev, da številke res označujejo položaje, kjer soba obmiruje med premikanjem po kocki. Soba s prehodom skozi zunanjo lupino je tista, v kateri so se skupaj zbudili in se bo poravnala z izhodom po dveh premikih.
Ko hitijo proti sobi, ki se bo poravnala z izhodom, Worth preseneti Quentina in ga zapre za njimi med prvim premikom. Ko naposled odprejo prava vrata, vidijo samo bleščečo belo svetlobo iz izhoda. Worth se takrat odloči, da bo ostal notri, saj, kot pravi, zunaj ni ničesar razen »neizmerne človeške neumnosti«. Takrat skozi ena od vrat prileze okrvavljeni Quentin in zabode Leavenovo in Wortha z ročajem od vrat, nato pa se požene za Kazanom. Worth ga z zadnjimi močmi zagrabi za nogo in zadrži v prehodu tako dolgo, da ga raztrga, ko se soba znova premakne. Nato z nasmeškom na obrazu umre, Kazan pa, kot edini preživeli, odide po hodniku ven iz kocke.

## Igralci
- Maurice Dean Wint kot Quentin McNeil, nasilen policist, ki prevzame nadzor in podcenjuje večino nevarnih nalog. Star je okrog 40 let.
- Nicole de Boer kot Joan Leaven, mlada študentka s talentom za matematiko. Stara je okrog 20 let.
- David Hewlett kot David Worth, nezadovoljnež in cinik, ki je nezavedno kreiral zunanjo plast kocke. Star je od 20 do 30 let.
- Andrew Miller kot Kazan, avtist z izjemnim darom za faktorizacijo. Star je okrog 20 let.
- Nicky Guadagni kot dr. Helen Holloway, zdravnica in paranoidna zagovornica teorij zarot. Stara je okrog 50 let.
- Wayne Robson kot Rennes, znan tudi kot "Stržek", umetnik v pobegih iz zapora, saj je pobegnil že iz sedmih. Star je okrog 60 let.
- Julian Richings kot Alderson, zapornik in skrivnosten lik. Zbudi se v drugi sobi in se nikoli ne sreča z ostalimi iz skupine.

Vsako ime lika je povezano z resničnim zaporom:
| Ime                | Poklic                        | Spol   | Povezava z zaporom                        | Igralec           |
| ------------------ | ----------------------------- | ------ | ----------------------------------------- | ----------------- |
| Kazan              | nNeznan (najverjetneje noben) | Moški  | Zapor v Kazanu (Rusija)                   | Andrew Miller     |
| David Worth        | arhitekt                      | Moški  | Zapor Leavenworth (ZDA)                   | David Hewlett     |
| Quentin McNeil     | policist                      | Moški  | Zapor San Quentin State (ZDA)             | Maurice Dean Wint |
| Joan Leaven        | študentka matematike          | Ženski | Zapor Leavenworth (ZDA)                   | Nicole de Boer    |
| Dr. Helen Holloway | zdravnica                     | Ženski | Ženski zapor Hollowway (Velika Britanija) | Nicky Guadagni    |
| Rennes             | mojster pobegov iz zapora     | Moški  | Centre pénitentiaire de Rennes (Francija) | Wayne Robson      |
| Alderson           | neznan                        | Moški  | Zvezni zapor Anderson (ZDA)               | Jullian Richings  |

## Produkcija
Kocka je celovečerna razširitev motiva režiserjevega prejšnjega dela, kratkega filma Elevated, ki se v celoti dogaja v kabini dvigala. Navdihnila naj bi jo epizoda nanizanke Zona somraka z naslovom »Five Characters In Search of an Exit« iz leta 1961, ki ima zelo podoben zaplet.
Film je dobil sofinanciranje državnega filmskega centra v višini 350.000 USD, snemanje pa so omogočila tudi nekatera druga podjetja, ki so prispevala svoje storitve, med drugim C.O.R.E. Digital Pictures, ki je brezplačno poskrbelo za posebne učinke.
Snemanje je potekalo v studiu v Torontu. Zaradi omejitev proračuna so ustvarjalci izdelali samo eno kocko s stranico 14 čevljev in enimi delujočimi vrati, ki so lahko zdržala težo igralca. Barvo sobe so spreminjali z drsnimi ploščami. Ker je bil postopek menjanja barv predolgotrajen, prizorov niso snemali kronološko, pač pa po barvah sob, v katerih se odvijajo. Sprva je bilo zamišljenih šest barv, kar bi se skladalo z motivom števila 6 v filmu, a za toliko plošč niso imeli dovolj denarja, zato je barv samo pet. Poleg ene cele sobe so izdelali še eno delno, za prizore, v katerih liki gledajo skozi vrata. Matematični koncept kocke je razvil matematik D.W. Pravica.